# Cherrygumms
Nicolle Merhy, mais conhecida como Cherrygumms, é uma empresária, streamer e ex-jogadora profissional de Rainbow Six Siege brasileira. É dona da organização de esports Black Dragon. Foi listada na Forbes 30 Under 30 brasileira em 2019.